# Türsteher
Türsteher – auch Einlasser, Pförtner oder aus dem Englischen Bouncer genannt – gehören zum Wachpersonal, welches in der Regel nur ausgewählte Gäste in Gastronomiebetriebe oder Veranstaltungsstätten einlässt und dabei eine augenscheinliche Zutrittskontrolle durchführt.

## Aufgaben
Türsteher arbeiten häufig für Veranstalter von Konzerten, Partys und Festen und in Diskotheken, Nachtclubs, Tanzcafés, Restaurants und in Bordellen.
Zu den Aufgaben eines Türstehers gehört das Abweisen von Personen, die aus der Sicht des Veranstalters nicht in die Zielgruppe der Veranstaltung passen. Türsteher üben in ihrem Auftrag das Hausrecht aus. Hierbei gibt es einige übliche Kriterien, nach denen Türsteher auswählen: Aussehen, Alter, Kleidung, Geschlecht, Alkoholpegel und in manchen Fällen auch Nationalität. Außerdem sollen sie verhindern, dass unerwünschte Gegenstände mit hinein genommen werden. Hierzu zählen häufig Waffen, Drogen und mitgebrachte Getränke.
Türsteher sind zusammen mit dem Sicherheitspersonal dafür verantwortlich, dass es innerhalb der Veranstaltung nicht zu einer gewalttätigen Auseinandersetzung kommt. Daneben sollen Türsteher oft auch dafür sorgen, dass vor allem Leute das Lokal betreten, die dessen Attraktivität erhöhen. Dazu gehören neben zahlungskräftigen Kunden in erster Linie Frauen ohne männliche Begleitung.
Man darf einen Türsteher jedoch nicht mit einem Doorman verwechseln. Ein Doorman steht im Eingangsbereich eines Laden/Geschäfts oder auf einer Veranstaltung, begrüßt dort die Kunden/Besucher und steht diesen auch für Fragen bereit. Er öffnet den Kunden oder Besuchern die Türe und ist ein Aushängeschild für die Freundlichkeit gegenüber den Gästen seitens des Gastgebers oder Geschäftsinhabers. Ein Doorman trägt meist einen schwarzen Anzug und wird nicht als Sicherheitskraft eingestuft, sondern als Servicemitarbeiter. Dennoch ist auch hier die Sachkunde gem. § 34a GewO erforderlich, denn auch ein Doorman wird in der Regel von einer Sicherheitsfirma gestellt und schützt ab und an die Kundschaft auch gegen Diebstahl.

## Rechtliche Situation in Deutschland
Türsteher dürfen sich zwar – wie jeder andere Bürger auch – in Notwehrsituationen unter Einsatz körperlicher Gewalt verteidigen, sie dürfen aber keinesfalls in den Aufgabenbereich der Polizei eindringen. Ihre Zuständigkeit ist örtlich durch die Grundstücksgrenzen und inhaltlich durch die Persönlichkeitsrechte der Gäste begrenzt. Im Konkreten heißt das, dass sie keine Personenkontrolle oder Personendurchsuchung erzwingen können. Solche Kontrollen vor der Tür sind stets freiwillig, jedoch ein Kriterium für den Einlass. Türsteher besitzen wie jeder andere das Festhalterecht nach § 127 StPO. Daneben ist das Wachpersonal in der Regel auch „Besitzdiener“ des Sicherungsobjektes.

### Prüfung
Türsteher an Diskotheken, die für ein Sicherheitsunternehmen arbeiten oder selbständig tätig sind, müssen bei der zuständigen IHK eine sogenannte Sachkundeprüfung ablegen. Dies ist in § 34 (a) der Gewerbeordnung vorgeschrieben. Das von der IHK nach bestandener Sachkundeprüfung ausgestellte Zertifikat wird in einschlägigen Kreisen umgangssprachlich „Türsteher-Schein“ oder einfach „Schein“ oder „34 a“ genannt.
Die Prüfung besteht aus einem schriftlichen Teil mit Multiple-Choice-Fragen und einem mündlichen Teil. Letzterer kann bei Nichtbestehen vergünstigt wiederholt werden. Zurzeit ist die Anzahl der Wiederholungsversuche nicht limitiert. Die Kosten für die Sachkundeprüfung liegen je nach IHK-Standort zwischen 150 und 190 Euro.
Von der Sachkundeprüfung generell befreit sind Personen, die einen für das Bewachungsgewerbe einschlägigen Berufsabschluss nachweisen können, unter anderem Fachkräfte für Schutz und Sicherheit oder Werkschutzfachkräfte, bzw. Werkschutzmeister. Weiterhin sind Personen befreit, die erfolgreich Abschlüsse im Rahmen einer Laufbahnprüfung mindestens für den mittleren Polizeivollzugsdienst, den mittleren Justizvollzugsdienst, den mittleren nichttechnischen Zolldienst mit Abschluss des Lehrgangs ESB (Eigensicherung und Bewaffnung) sowie für Feldjäger der Bundeswehr erworben haben. Des Weiteren führt eine erfolgreich absolvierte Sachkundeprüfung im Bewachungsgewerbe zu einer Befreiung von der Unterrichtung nach § 34a GewO.

## Rechtliche Situation in der Schweiz
Türstehern ist es nur in Ausnahmen etwa zur Notwehr (Art. 15 StGB) oder bei Notstand (Art. 17 StGB) gestattet, Gewalt anzuwenden. Auch, falls polizeiliche Hilfe nicht rechtzeitig erlangt werden kann, ist eine vorläufige Festnahme durch Privatpersonen – und somit auch durch Türsteher – möglich (Art. 218 StPO). Im Allgemeinen darf Gewalt aber auch bei diesen Ausnahmen nur als äußerstes Mittel eingesetzt werden und das Handeln muss stets verhältnismäßig sein (Art. 200 StPO).

## Bekannte Türsteher
Zu den bekannteren Türstehern zählen unter anderem Conny de Beauclair aus dem Club U4 in Wien, Sven Marquardt und Roger Baptist, Türsteher des Techno-Clubs Berghain in Berlin, Frank Künster, der neben seinem Beruf auch Filmregisseur und Schauspieler ist, Michael Kuhr und Bernie Flottmann aus Hamburg-St. Pauli sowie Manfred Meyer († 6. Januar 2009) im Rockclub Batschkapp in Frankfurt am Main.

## Ähnliche Berufe
- Pförtner
- Platzanweiser
- Saaldiener